# Pecopteris
Pecopteris is een vormgeslacht van fossiele plantenbladeren, dat verschillende niet-verwante groepen planten (voornamelijk zaadvarens) beslaat. De oudste vondsten van het geslacht Pecopteris komen uit het Devoon, maar de meeste zijn afkomstig uit het daarop volgende Carboon, met name het bovenste deel. Rond de basis van het Perm verdwijnen fossielen van Pecopteris, omdat planten die dit type blad hadden rond het begin van het Perm (het einde van het Paleofyticum) uitstierven.

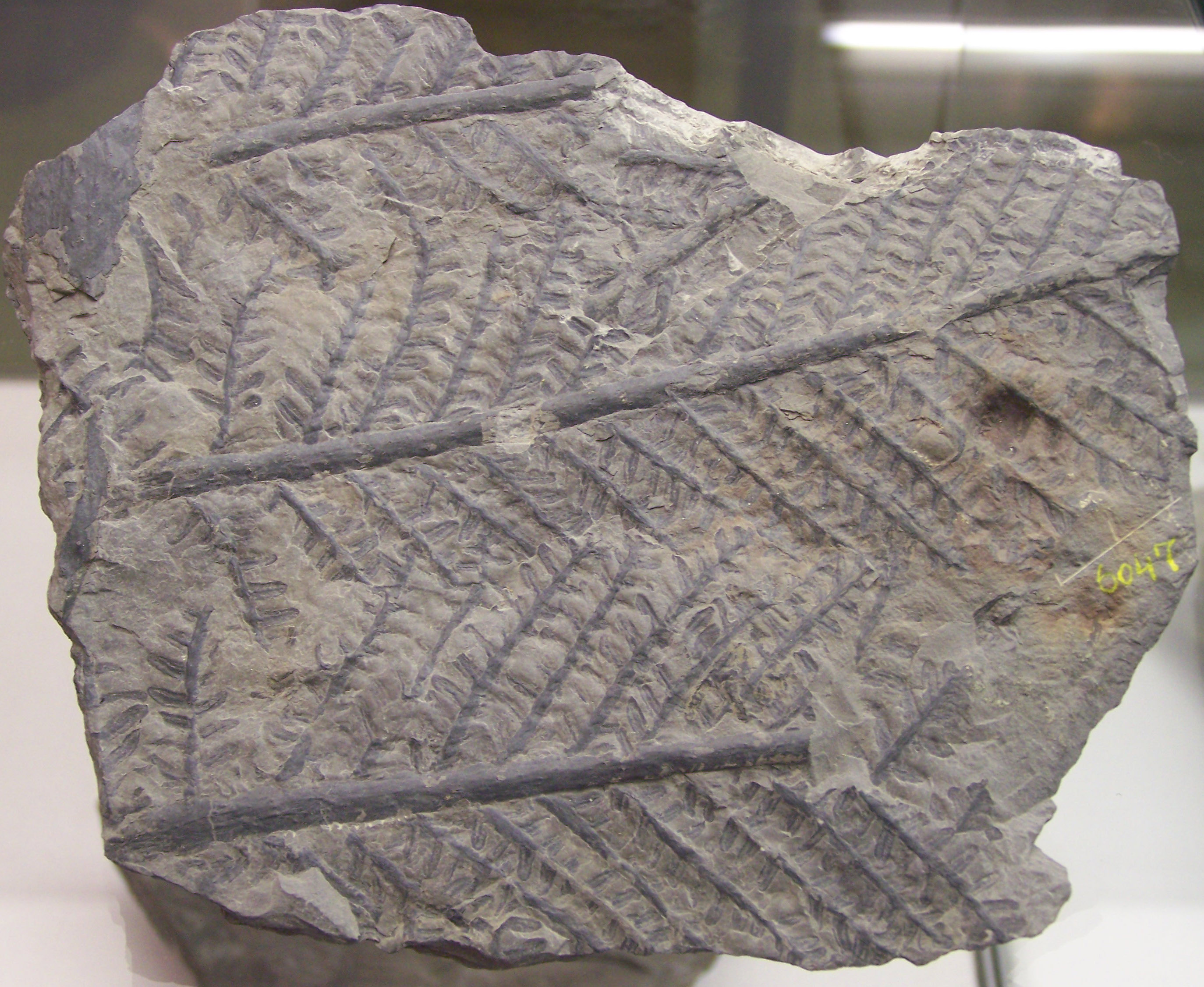
Pecopteris polymorpha

De naam Pecopteris komt van het Griekse pekin (kammen) en pteris (varen). Dit omdat de blaadjes van Pecopteris zoals de tanden van een kam geordend zijn.
In 1997 waren er tussen de 250 en 300 (vorm-) soorten in het geslacht onderverdeeld.